# Orpheline Olsen
Orpheline Olsen (Kopenhagen, 1846 – aldaar, 14 november 1910) was een Deens pianiste.
Orpheline Johanne Frederikke Wexschall werd geboren binnen het gezin van violist/viooldocent Frederick Thorkildsen Wexschall (1798-1845) en diens tweede vrouw de koorzangeres Caroline Dam (1811-1848). Wexschall was de leraar van Niels Gade. Haar vader overleed al voordat ze geboren was en haar moeder twee jaar later. Ze werd geadopteerd door Peder Schram. Schram was daarbij een neef van Wexschall en tevens bariton. Zijn enige kind overleed in 1848. Op 9 november 1883 trouwde Orpheline met William Olsen, bedrijfseigenaar van een aantal oliemolens. Hij was al in het bezit van het landhuis Lille Grundet, dat hun nieuwe stek werd.
Orpheline kreeg pianoles van Clara Schumann, maar ook aan het conservatorium van Kopenhagen. Ze speelde daarbij naast piano tevens hobo. Na haar huwelijk trok ze naar Vejle op Jutland om daar haar ambities te continueren. Ze bevond zich echter ver van Kopenhagen, het muzikale centrum van Denemarken. Ze gaf vanuit Jutland les aan Johanne Krarup-Hansen, Niels Johannes Nielsen. Voorts was ze betrokken bij de carrière van zanger Vilhelm Herold. In 1884 richtte ze samen met haar man de Muziekvereniging Vejle op en kon daarbij haar connecties in Kopenhagen nog goed gebruiken. Zo is er een optreden bekend van Edvard Grieg in het theater van Vejle op 22 maart 1886. William Olsen kwam in 1890 te overlijden. De Koninklijke familie was toen net langs geweest. Orpheline ging in 1891 terug naar Kopenhagen en was in 1895 betrokken bij de tentoonstelling omtrent vrouwen aldaar, en dan wel op het gebied van muziek.
Carl Nielsen zou zijn Fem klaverstykker opus 3 (FS10) aan haar opgedragen hebben. Peder Schram droeg zijn Elegie voor viool en piano uit 1881 deels aan haar op.  